# جامعة موسكو الحكومية للتقنيات الكيميائية الدقيقة

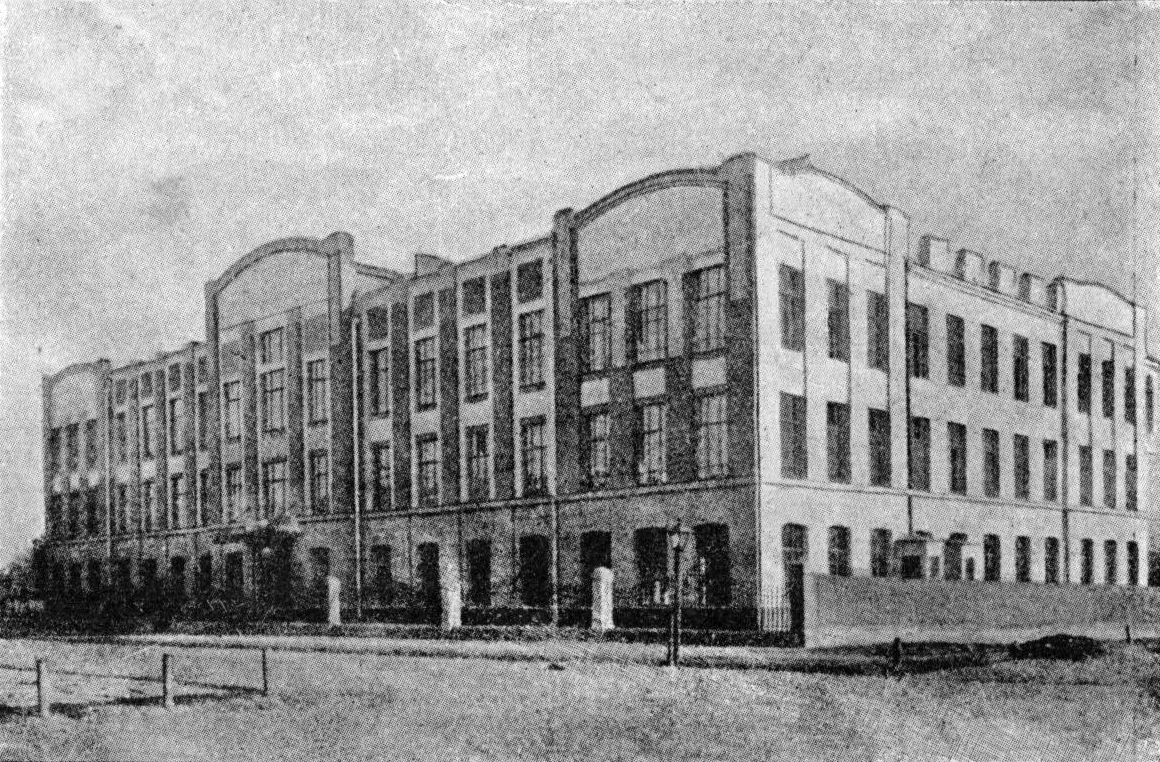
تعتبر جامعه موسكو الحكوميه للتقنيات الكميائيه الدقيقه تحمل اسم MV Lomonosov هي تعتبر من اقدم الجامعات في البلده التي تقيم بها

تُعتبر جامعة موسكو الحكومية للتقنيات الكيميائية الدقيقة (التي تحمل اسم MV Lomonosov اختصارًا) واحدة من أقدم الجامعات في الدولة التي تقدم التدريب في مجموعة واسعة من التخصصات في مجال التكنولوجيا الكيميائية. يوجد حاليًا أكثر من 4500 طالب في تسعة مجالات جامعية و 28 برنامج ماجستير و 23 تخصصًا علميًا لتدريب المرشحين وأطباء العلوم. يوجد في جامعة موسكو الحكوميّة للتقنيات الكيميائيّة الدقيقة 8 مجالس أطروحة لأطروحات الدكتوراه والدكتوراه. يتم إجراء أنشطة البحث والتدريس من قبل أكثر من 400 أستاذ و 158 عالمًا، بما في ذلك أكثر من 120 طبيبًا في العلوم والأساتذة. يقع في موسكو في شارع فيرنادسكي، المبنى 86 (مجمع المبنى الجديد) ومالايا بيروغوفسكا، المبنى 1 (المبنى التاريخي).

## التاريخ
يبدأ تاريخ الجامعة وعملياتها المستمرة كمؤسسة للتعليم العالي في 1 يوليو 1900 ويغطي عدة مراحل.

### دورات المرأة العليا في الفيزياء والرياضيات في موسكو (1900-1918)
1 يوليو (14 يوليو، نمط جديد) تم تنظيم عام 1900 دورات موسكو العليا للمرأة (MHWC). يتكون هيكلهم في الأصل من قسمين: التاريخ والفلسفة والفيزياء والرياضيات. على آخر واحد تم افتتاح مكتبين قريبًا: الرياضي والطبيعي، وبعد بضع سنوات، تم افتتاح مكتبين آخرين - طبي وكيميائي - صيدلاني. كان المبادرون والمحاضرون الأوائل من العلماء البارزين، والأكاديميين فيما بعد شابولين، وفلاديمير فرنادسكي، وزيلينسكي (مخترع قناع الغاز (1916))، والأساتذة دافيدوف، ومولودفسكي، وريفارومسكي، وإشنوالد، وكرابيفين. كان أول مدير هو البروفيسور جوريير.
في عام 1905، تم انتخاب شابوليون كمدير، العالم الرائد في مجال الطاقة المائية والديناميكا الهوائية، ومنظم تشييد المباني المدرسية في شارع مالايا بيغروفوسكا (المعروف سابقًا باسم ديفيشي بول). ظل في هذا المنصب حتى عام 1918. بحلول بداية الحرب العالمية الأولى، تحولت دورات المرأة العليا في الفيزياء والرياضيات في موسكو إلى واحدة من أكبر مؤسسات التعليم العالي في البلاد. بلغ عدد المتدربين 710 متدرباً، وخلال وجود الدورات خرج 5760 متدرباً. في تحولها إلى جامعة من الدرجة الأولى، كان لدى دورات المرأة العليا في الفيزياء والرياضيات في موسكو أهمية قصوى لمهارة تنظيمية استثنائية لشابوليون، والتي ظهرت لاحقًا لهم ببراعة متساوية في إنشاء تساجي.

### قسم الكيمياء في جامعة موسكو الحكومية الثانية (1918–30)
16 أكتوبر 1918 تم تحويل دورات المرأة العليا في الفيزياء والرياضيات في موسكو إلى جامعة موسكو الحكومية الثانية. تم تعيين أول رئيس جامعة موسكو الحكومية الثانية الأكاديمي نامتكين الذي عمل منذ عام 1913 كرئيس لقسم الكيمياء العضوية في دورات المرأة العليا في الفيزياء والرياضيات في موسكو. كعميد، بقي حتى عام 1924. كجزء من جامعة موسكو الحكومية الثانية، أصبح قسم الكيمياء الصيدلانية، والذي تم تحويله في عام 1919 إلى قسم المواد الكيميائية والصيدلانية. في هذا الوقت، عمل في هيئة التدريس أساتذة مشهورون. في عام 1929 أصبحت الكلية كلية كيميائية من نوع الجامعة بتخصصات مثل:
- الكيمياء - الصيدلانية
- الكيمياء الأساسية
- كيمياء الأنيلين
- كيمياء العناصر النادرة
- كيمياء الكوك والبنزين
- التوليف العضوي.

يذهب خريجو الكلية للعمل في المصانع، ويشاركون في تنفيذ المشاريع البحثية التي تحظى بنطاق واسع. خلال الأعوام 1922-1928 تم نشر حوالي 300 ورقة و 11 دراسة. تم تحقيق أكبر النجاحات في مجالات الكيمياء العضوية والصيدلانية تحت إشراف رؤساء الأقسام، الأكاديميين وغيرهم عبر إدخال إنتاج الأدوية الجديدة في مصنع الأدوية التابع لأعضاء هيئة التدريس.

### معهد موسكو للتكنولوجيا الكيميائية الدقيقة (1930-1992)
18 أبريل 1930 بأمر من مفوضية الشعب الثانية أعيد تنظيم جامعة ولاية ميشيغان إلى ثلاث مؤسسات مستقلة: الطبية، التربويّة والتكنولوجيا الكيميائية (الآن جامعة موسكو الحكوميّة للتقنيات الكيميائيّة الدقيقة). تم نقله آخر مرة إلى اختصاص فشيموبروم اتحاد الجمهوريات الاشتراكية السوفياتية. في معالجة هذه القضية تشارك بشكل مباشر سيرجو أوردزونيكيدزه.
10 مايو 1931 أصبحت كلية الكيمياء والصيدلة مستقلة وحصلت على اسم جديد - معهد موسكو للتكنولوجيا الكيميائية الدقيقة (جامعة موسكو الحكوميّة للتقنيات الكيميائيّة الدقيقة). تاريخيا، يرجع اسم المعهد إلى طبيعة الأشياء التي يدرسها الطلاب: كانت تكنولوجيا كيميائية وصيدلانية صغيرة السعة، وتكنولوجيا معادن مجموعة البلاتين وعناصر الأرض النادرة. من هذه اللحظة تبدأ مرحلة جديدة من تطوير المؤسسة، والتي سرعان ما أصبحت واحدة من الجامعات الرائدة في الصناعة الكيميائية. أمامه حدد هدف التدريب على صناعات التكنولوجيا الفائقة للتكنولوجيا الكيميائية. في جامعة موسكو الحكوميّة للتقنيات الكيميائيّة الدقيقة، بدأت المرة الأولى في البلاد في تدريب المهندسين على تكنولوجيا المنتجات غير العضوية الرقيقة، والمطاط الصناعي، والوقود السائل الصناعي الرقيق المنتج العضوي، والمركبات المعدنية العضوية وعدد من التخصصات الأخرى.
في عملية إعادة هيكلة التعليم في المعهد، تم الحفاظ على أفضل تقاليد دورات المرأة العليا في الفيزياء والرياضيات في موسكو وجامعة موسكو الحكومية الثانية وتطويرها: مستوى عالٍ من التدريب النظري ومزيج من العمل الأكاديمي والعلمي، ساعده حقيقة أن التدريس يعمل في تم تنفيذ المعهد ورئاسة الأقسام من قبل العلماء والمعلمين البارزين الذين أنشأوا مدرسة ومناطق بحثية.
تم إعداد أقسام خاصة مهندسين للصناعات التي كانت لا تزال قيد الإنشاء في السنوات الخمس الأولى. في ذلك الوقت، كان من الأهمية بمكان إنشاء صناعة الأدوية المحلية وتحرير البلاد على واردات الأدوية. وقد وضعت وطرق إنتاج مثل هذه الأدوية كما نفذت سينكوفين، بنزوكاين، البروكين، ثايكول، شيتاكي، فاليدول، خافضات الحرارة، الكافيين، قلويدات وغيرها. في عام 1938، في جامعة موسكو الحكوميّة للتقنيات الكيميائيّة الدقيقة بقيادة الأكاديمي نيسيمانيانوف (لاحقًا رئيس الأكاديمية الروسية للعلوم) بدأ العمل في مجال المركبات العضوية المعدنية. أيضًا، أعد المعهد متخصصين للشركات التي تنتج مواد دفاعية وطنية مهمة، مثل التنجستن والموليبدينوم والفاناديوم والعناصر الأرضية النادرة. لذا، الأستاذ أ. يا. ابتكر باشيلوف تكنولوجيا إنتاج اليورانيوم والراديوم. وبتوجيه من البروفيسور ميريسون تم تنفيذ أعمال مهمة على كاربوثيرمي والحصول على سبائك فائقة الصلابة. 7 مايو 1940 للإنجاز الأكاديمي والتقدم الكبير في إعداد معهد الكيميائيين سمي على اسم العالم الروسي البارز ميخائيل فاسيليفيتش لومونوسوف. خلال الحرب، قامت مجموعات من الأقسام بالتعاون مع معاهد الصناعة والبحوث بإجراء بحث مكثف حول التطوير المتعلق بالدفاع وتنفيذ الأعمال المنفذة. وهكذا، تحت إشراف أستاذ جيلبرين تم إنشاء قنبلة الأقوى في الحرب العالمية الثانية - FAB-5000NG التي روعت الهتلريين. وقد حظيت جهود المعهد ككل والأساتذة والمعلمين الأفراد بتقدير الدولة. أساتذة بكالوريوس دوجادكين، إن آي كراسنوبفتسيف، في في ليبيدينسكيج، إس إس ميدفيديف، إس آي سكليارينكو ويا. تم منح سيركين الحائزين على جائزة Stalin، وفاز الأستاذ المساعد بولشاكوف بهذا اللقب مرتين.
تميزت فترة ما بعد الحرب بالعمل المكثف لموظفي المعهد في أعقاب الحرب، وخلق الظروف اللازمة للتدريس والبحث. من بين أهم الإنجازات التي حققتها فترة ما بعد الحرب، يجب أن تشمل جامعة موسكو الحكوميّة للتقنيات الكيميائيّة الدقيقة ما يلي:
- تركيب الكلي لعدد من أشباه القلويات الطبيعية - بيلوكاربين، قلويدات من البروبان سلسلة (تروبين، الكوكايين)، أريكولين، إيزيرين، إيميتين، توبوكورارين وغيرها من قلويدات من الكورار. لهذا العمل، حصل البروفيسور بريوباغرانسكي في عام 1952 على جائزة ستالين من الدرجة الأولى؛
- تخليق المشتقات النشطة فسيولوجيًا من البيبيريدين (أدوية التخدير والمسكنات والعقاقير الأخرى)، وتطوير التكنولوجيا والتطوير الصناعي لمسكن الآلام عالي الإنتاج «بروميدول»؛
- قام الأكاديمي باشيكروف لأول مرة في العالم والاتحاد السوفيتي في عام 1959 بتطبيق التكنولوجيا الصناعية لإنتاج الكحوليات الأليفاتية العالية على أساس توليف الهيدروجين وأول أكسيد الكربون (ما يسمى ب «تكنولوجيا التركيب المؤكسد»)؛
- تطوير التكنولوجيا لإنتاج الفيتامينات A 1 وB 1 وB 2 وE وC وK 1 ؛
- قم بإنشاء المطاط بناءً على أنواع جديدة من المطاط، تعمل في درجات حرارة عالية ومنخفضة في ظروف التشغيل القاسية.

البحث العلمي التقني العالي الذي تم إجراؤه في المعهد، يتضح من حقيقة أن جامعة موسكو الحكوميّة للتقنيات الكيميائيّة الدقيقة أصبحت واحدة من الأماكن الأولى بين الجامعات ومعاهد البحث فيما يتعلق بعدد الاختراعات المنفذة. قام موظفو المعهد بنشر 450-500 ورقة علمية وحصلوا على 50-60 شهادة اختراع في السنة. يقوم المعهد بإجراء البحوث حول الاتفاقيات والعقود الاقتصادية الخاصة بالتعاون مع معاهد الصناعة والبحوث التي تجاوز عددها 150.
في الواقع، تحولت جامعة موسكو الحكوميّة للتقنيات الكيميائيّة الدقيقة إلى مجمع جامعي ومعاهد بحثية. على 2500-3000 طالب، بالإضافة إلى 400 أستاذ ومحاضر، وظف أكثر من 900 عالم. اثنان إلى واحد - وهي نسبة الطلاب والأكاديميين وهيئة التدريس، والتي تم الوصول إليها في جامعة موسكو الحكوميّة للتقنيات الكيميائيّة الدقيقة. متخصص جيد، مهندس لا يمكن إعداده دون إحضاره للمشاركة في بحث علمي حقيقي وجاد في عملية التعلم.
11 فبراير 1971 لخدماته لتدريب المتخصصين للاقتصاد الوطني وتطوير معهد البحث العلمي حصل على وسام الراية الحمراء للعمل.
تميز التعليم في جامعة موسكو الحكوميّة للتقنيات الكيميائيّة الدقيقة دائمًا بتدريب أساسي عميق، والذي تضمن، جنبًا إلى جنب مع مجموعة كاملة من العلوم الطبيعية دراسة التخصصات الهندسية والتكنولوجية ذات الدورة الكبيرة. تم إجراء تدريب خاص بواسطة ما يسمى بالتكنولوجيات الكيميائية «الرقيقة» التي هي، كقاعدة عامة، تكنولوجيا ذات قدرة صغيرة، تنفذ على أساس أحدث إنجازات العلوم والتكنولوجيا الكيميائية. وهذا يعني، في الواقع، أن الطلاب حصلوا على درجة جامعية مع التدريب الهندسي.

### أكاديمية موسكو الحكومية للتكنولوجيا الكيميائية الدقيقة التي تحمل اسم لوموسونوف (1992-2011)
في عام 1992، حصل معهد موسكو للتكنولوجيا الكيميائية الدقيقة الذي سمي على اسم لوموسونوف على وضع تعليمي عالٍ جديد - وضع الأكاديمية. مع تغيير الاسم تغيرت حالة ونطاق أنشطة المعهد جنبًا إلى جنب مع التكنولوجيا القديمة، والتخصص الإنساني الجديد - الملف الشخصي الإداري: «الاقتصاد والإدارة (الصناعة الكيميائية)»، «حماية البيئة»، «التوحيد والشهادة». تخضع هذه التخصصات للتقنيات الرئيسية وتحل مهامها الضيقة.
قبل الانتقال إلى هيكل متدرج، كان تعليم الطلاب يتم في اتجاه واحد، «التكنولوجيا الكيميائية والتكنولوجيا الحيوية»، والذي يتكون من سبعة تخصصات. بعد أن قادت الأكاديمية الانتقالية التدريب في سبعة مجالات من المرحلة الجامعية، تخرج خمسة مجالات (بما في ذلك 26 برنامج ماجستير) و 13 تخصصًا (بما في ذلك 25 تخصصًا) في دورات بدوام كامل وجزئي بالمراسلة، وأجرى تعليمًا بعد التخرج في 24 تخصصًا إضافيًا التعليم في برامج التعليم الابتدائي جامعة موسكو الحكوميّة للتقنيات الكيميائيّة الدقيقة.
لتنفيذ في جامعة موسكو الحكوميّة للتقنيات الكيميائيّة الدقيقة، تم افتتاح نظام متدرج للتعليم العالي وحدات تدريبية جديدة. إلى جانب الكليات الرئيسية، تم إجراء التدريس للطلاب في كلية العلوم الطبيعية، كلية العلوم الإنسانية، كلية الإدارة والاقتصاد والبيئة، كلية الهندسة، كلية التعليم الإضافي في معهد التعليم عن بعد.
وفقًا للوكالة الفيدرالية للإشراف في التعليم والعلوم في عام 2008، عمل في جامعة موسكو الحكوميّة للتقنيات الكيميائيّة الدقيقة واحدًا من أكثر أعضاء هيئة التدريس العلمية والتقنية المؤهلين تأهيلا عاليا في الجامعات والأكاديميات في روسيا: استحوذ الأطباء والمرشحون للعلوم على حوالي 80 ٪ من المعلمين. في الأكاديمية، بلغ عدد المسجلين في الأكاديمية 4500 طالب جامعي وطلاب دراسات عليا، وقام بتدريس 119 أستاذًا وطبيبًا و 218 أستاذًا مشاركًا ومرشحًا للعلوم.

### جامعة موسكو الحكومية للتقنيات الكيميائية الدقيقة (2011 حتى الآن)
في عام 2011، حصلت الأكاديمية على وضع جامعي. إن نجاحات الجامعة في التعليم والبحث والابتكار، والاعتراف بالمدارس العلمية والتربوية، ومكانتها الدولية والشهرة العالمية تستحق بلا شك في الأساتذة الأوائل والأساتذة المساعدين والمحاضرين، وقد أنشأوا في جدران الجامعة بيئة علمية وتعليمية إبداعية فريدة من نوعها. تشكل الأجواء الودية والداعمة للأعمال التجارية والتفاعل البشري مع الطلاب والمعلمين معًا الظروف اللازمة لتنمية النمو المهني الفردي والمركّز والمحفز.

## الجوائز
- وفقًا لمرسوم هيئة رئاسة مجلس السوفيات الأعلى لاتحاد الجمهوريات الاشتراكية السوفياتية في 20 أكتوبر 1956، منح معهد موسكو للتكنولوجيا الكيميائية الدقيقة الذي يحمل اسم إم في لومونوسوف ميدالية «لتطوير الأرض البكر».
- وفقًا لمرسوم هيئة رئاسة مجلس السوفيات الأعلى لاتحاد الجمهوريات الاشتراكية السوفياتية في 11 فبراير 1971 للخدمات المتعلقة بتدريب المتخصصين في الاقتصاد الوطني وتطوير الأبحاث، حصل معهد موسكو للتكنولوجيا الكيميائية الدقيقة المسمى لوموسونوف على وسام الراية الحمراء للعمل.

## الكليات والمعاهد
- كلية العلوم الإنسانية
- كلية الإدارة والاقتصاد والبيئة
- كلية العلوم الطبيعية
- كلية الهندسة
- كلية الكيمياء وتكنولوجيا العناصر النادرة والمواد الإلكترونية
- كلية التكنولوجيا الحيوية والتركيب العضوي
- كلية الفيزياء والكيمياء وتكنولوجيا معالجة البوليمر
- كلية التربية الإضافية
- معهد تقنيات البوليمر والمواد
- معهد الدولة للتطوير المهني وإعادة تدريب الصناعة الكيميائية والميكروبيولوجية والطبية
- معهد التعليم عن بعد

## مجالات البكالوريا
- كيمياء
- التكنولوجيا الكيميائية
- التكنولوجيا الحيوية
- علم المواد وتكنولوجيا المواد
- التوحيد والشهادة
- السلامة في تكنوسفير
- المعلوماتية التطبيقية
- الرياضيات التطبيقية
- إدارة

## برامج الماجستير
كيمياء:
- الكيمياء غير العضوية
- الكيمياء التحليلية
- الكيمياء العضوية
- الكيمياء الفيزيائية
- كيمياء الغروانية

التكنولوجيا الكيميائية:
- كيمياء وتكنولوجيا التركيب العضوي الأساسي والبتروكيماوي
- كيمياء وتكنولوجيا المركبات العضوية المعدنية
- التكنولوجيا الكيميائية للطاقة الطبيعية والمواد الكربونية
- التكنولوجيا الكيميائية للمركبات الجزيئية
- التكنولوجيا الكيميائية للبلاستيك والمواد المركبة
- تكنولوجيا معالجة اللدائن
- تقنية النانو للمواد العضوية الحساسة للضوء
- عمليات وأجهزة التقنيات الكيميائية
- نظم المعلومات في الهندسة الكيميائية والتكنولوجيا الحيوية
- التكنولوجيا الكيميائية للوقود والغاز
- الأسس النظرية للهندسة الكيميائية

التكنولوجيا الحيوية:
- التكنولوجيا الحيوية الجزيئية والخلوية
- كيمياء وتكنولوجيا المواد الفعالة بيولوجيا
- تكنولوجيا الأدوية
- تكنولوجيا الأدوية الحيوية
- تكنولوجيا التحويل الحيوي للمواد النباتية

علم المواد وتكنولوجيا المواد:
- علم المواد وتكنولوجيا المواد النانوية والطلاء
- علم المواد، استلام ومعالجة المساحيق غير العضوية والمواد المركبة
- مواد البوليمر النظرية والتطبيقية
- الدراسات الفيزيائية والكيميائية للمواد والعمليات الجديدة
- المواد الفيزيائية وتكنولوجيا المواد الإلكترونية

## مشاهير الخريجين

### علم
- بيغوف، فاليري فاسيليفيتش (من مواليد 27 فبراير 1942) - عضو مراسل في رامس، وهو الآن رئيس القسم في MSMU لهم. سيتشينوف.
- ولفسون، نيكولاي سيغيزموندوفيتش (18 أكتوبر 1914، موسكو، الإمبراطورية الروسية - 4 مارس 1994) - كيميائي روسي طور طرقًا لتخليق فيتامين أ، ف، ك، والتصوير السينمائي الملون للمواد الكيميائية.
- جيكمان، ألكسندر إفيموفيتش (مواليد 29 سبتمبر 1949، موسكو) - عضو مراسل في أكاديمية العلوم الروسية.
- غلوشكوف، روبرت جورجيفيتش (مواليد 10 سبتمبر 1929) - أكاديمية العلوم الطبية، العالم الرائد في مجال كيمياء الأدوية، الحائز على جائزة الدولة لاتحاد الجمهوريات الاشتراكية السوفياتية (1981).
- دوميف، سيريل ميخائيلوفيتش (مواليد 1931) - عضو مراسل في الأكاديمية الروسية للعلوم.
- ريما بروفيليينيفا (12 فبراير 1925 - 7 يوليو 2003، موسكو) - عضو في أكاديمية العلوم في اتحاد الجمهوريات الاشتراكية السوفياتية، وخبير في كيمياء المركبات الطبيعية، الحائز على جائزة الدولة لاتحاد الجمهوريات الاشتراكية السوفياتية (1985). طور تكنولوجيا تخليق الفيتامينات E و K1.
- إريمينكو، إيغور ليونيدوفيتش (مواليد 1950) - أكاديمي في الأكاديمية الروسية للعلوم.
- كاراباش، أليكس جورجيفيتش. (10 فبراير 1912 - 2003، أوبنينسك، منطقة كالوجا، روسيا) - الكيميائي السوفياتي والروس، المخترع. أحد مؤسسي أول قنبلة ذرية سوفيتية RDS-1 وأول محطة للطاقة النووية في العالم في أوبنينسك.
- كولوسوف، مايكل نيكولايفيتش. (11 مايو 1927، كورسك - 1985، موسكو) - أكاديمي في أكاديمية العلوم في اتحاد الجمهوريات الاشتراكية السوفياتية. متدرب من شيمايكن.
- كوشيتكوف، نيكولاي كونستانتينوفيتش (1915-2005) - كيميائي عضوي روسي، وعضو مناظر في أكاديمية العلوم الطبية في اتحاد الجمهوريات الاشتراكية السوفياتية، وأكاديمي في الأكاديمية الروسية للعلوم.
- كراوسكي، الكسندر أنتونوفيتش (مواليد 1932) - أكاديمي في الأكاديمية الروسية للعلوم.
- لابيدوس، ألبرت لفوفيتش (مواليد 1933) - عضو مراسل في الأكاديمية الروسية للعلوم.
- ميرزابيكوف، أندرو داريوفيتش (19 أكتوبر 1937 - 13 يوليو 2003) - مدير معهد البيولوجيا الجزيئية، أكاديمية العلوم في اتحاد الجمهوريات الاشتراكية السوفياتية من 1984 إلى 2003، دكتوراه في العلوم الكيميائية، أكاديمية العلوم في اتحاد الجمهوريات الاشتراكية السوفياتية (RAS).
- ميروسشنيكوف، أناتولي إيفانوفيتش (مواليد 5 مايو 1940، ضد. منطقة ساغايداتشني بيلغورود) - أكاديمي في الأكاديمية الروسية للعلوم، وعضو هيئة رئاسة الأكاديمية الروسية للعلوم - متخصص بارز في مجال التكنولوجيا الحيوية وتكنولوجيا المركبات الطبيعية والاصطناعية والكيمياء العضوية الحيوية. من 1987 إلى 1991 مدير معهد أُول-يونيون للبحوث العلمية للنباتات الطبية (AIMP)، نائب مدير معهد الكيمياء الحيوية العضوية في RAS عام 1991، رئيس هيئة رئاسة مركز بوشينو للأبحاث في RAS.
- مويسيف، إيليا جوزيفوفيتش (19 أكتوبر 1937 - 13 يوليو 2003) - أكاديمي.
- مويسينكوف، ألكسندر كرافتشوك (1935-1992) - عضو مراسل في الأكاديمية الروسية للعلوم. حائز على جائزة الدولة للاتحاد الروسي (1998).
- مظفروف، عزيز منصوروفيتش (مواليد 21 أغسطس 1950، فرغانة) - عضو مراسل في الأكاديمية الروسية للعلوم.
- نيفيدوف، فاديم إيفانوفيتش (مواليد 29 يونيو 1937، ماجنيتوجورسك) - أكاديمي، حائز على جائزة الدولة لاتحاد الجمهوريات الاشتراكية السوفياتية (1985).
- برافيدنيكوف أندرو نيكوديموفيتش (1923-1985) - عضو أكاديمية العلوم في اتحاد الجمهوريات الاشتراكية السوفياتية.
- ساخاروف، بوريس أندريفيتش (28 مارس 1914، سانت بطرسبرغ - 12 أبريل 1973، موسكو) - عضو في أكاديمية العلوم في اتحاد الجمهوريات الاشتراكية السوفياتية. جائزة لينين (1964) وجائزة الدولة لاتحاد الجمهوريات الاشتراكية السوفياتية (1985). ماجستير في الرياضة في اتحاد الجمهوريات الاشتراكية السوفياتية (1968) والحكم الدولي (1956) في تكوين الشطرنج، ونائب رئيس اللجنة الدائمة لتكوين الشطرنج FIDE (1965-1972).
- سولنسيف، كونستانتين (من مواليد 29 مارس 1950، ق. منطقة بانينو فورونيج) - أكاديمي في الأكاديمية الروسية للعلوم، ومدير معهد المشاكل الفيزيائية والكيميائية للمواد الخزفية.
- فيدورنكو، نيكولاي بروكوفيفيتش (11 مايو 1917 - 1 أبريل 2006) - أكاديمي في أكاديمية العلوم في اتحاد الجمهوريات الاشتراكية السوفياتية، وأحد مؤسسي CEMI، وأكاديمية العلوم في اتحاد الجمهوريات الاشتراكية السوفياتية (1963-1985) والمدير الأول لها
- خوخلوف، ألكسندر ستيبانوفيتش (مواليد 6 يوليو 1916، موسكو - 9 يوليو 1997) - أكاديمي في الأكاديمية الروسية للعلوم.
- سيتلين، فيكتور يونوفيتش (من مواليد 2 أكتوبر 1941) - عضو مراسل في الأكاديمية الروسية للعلوم.
- شفيتس، فيتالي إيفانوفيتش (من مواليد 19 مارس 1936، نيكوبول) - أكاديمي في الأكاديمية الروسية للعلوم - عالم مشهور في تطوير طرق العزل والتوليف الكيميائي والبيولوجي لأنواع مختلفة من الدهون ومجمعاتها مع مجموعة متنوعة من المواد البيولوجية المواد الفعالة، الحائز على جائزة الدولة لاتحاد الجمهوريات الاشتراكية السوفياتية (1985)، الحائز على جائزة حكومة الاتحاد الروسي في مجال التعليم، عامل العلوم المشرف، رئيس قسم التكنولوجيا الحيوية والتكنولوجيا الحيوية في جامعة موسكو الحكوميّة للتقنيات الكيميائيّة الدقيقة.

### سياسة
- تيخوميروف، سيرجي ميخائيلوفيتش (1 (14) فبراير 1905 - 25 نوفمبر 1982) - شخصية سياسية واقتصادية سوفيتية. عضو اللجنة المركزية للحزب الشيوعي (1956-1961).
- فورتسيفا، كاثرين أليكسيفنا (24 نوفمبر (7 ديسمبر)، 1910، فيشني فولوشيك - 25 أكتوبر 1974، موسكو) - رجل دولة سوفيتي وزعيم حزب. وزير الثقافة في اتحاد الجمهوريات الاشتراكية السوفياتية من 1960 إلى 1974.

### صناعة
- سميرنوف، أليكس سيرجيفيتش (مواليد 9 يونيو 1963) - رجل أعمال روسي. منذ 2005 - نائب رئيس JSC "Lukoil".
- فيلاتوف، أناتولي فاسيليفيتش (من مواليد 28 مايو 1935) - عالم المعادن الروسي، أول مدير عام للقلق «نوريلسك نيكل» (1989-1996). عضو مجلس الاتحاد في الدعوة (1993-1996). بطل العمل الاشتراكي.

### الأدب
- بيلي، ألكسندر أندرييفيتش (مواليد 1940) - الناقد الأدبي الروسي، الباحث المعروف بوشكين بوشكين وعضو اللجنة.
- داشخيفوفيتش، فلاديمير سيرجيفيتش (20 يناير 1934، موسكو) - الملحن السوفيتي والروسي ومنظر الموسيقى. حائز على جائزة الدولة لاتحاد الجمهوريات الاشتراكية السوفياتية (1991).
- كيروف، بيسير (مواليد 4 سبتمبر 1942، سيليسترا، مملكة بلغاريا) - مغني البوب البلغاري (التينور)، الذي يطلق عليه في الصحافة البلغاري الأكثر شهرة في الاتحاد السوفيتي.
- كوروتايفا، لوبوف جورجيفنا (27 أكتوبر 1918، د فيريا، منطقة رامينسكي في منطقة موسكو - 18 يناير 2000، موسكو) - المشاركة الوحيدة (في مجموعة من 20 شخصًا) تتسلق إلبروس لإزالة وتركيب لافتات الأعلام النازية من اتحاد الجمهوريات الاشتراكية السوفياتية من ١٣ إلى ١٧ فبراير ١٩٤٣. مؤلف مشارك لأغنية "Baksanskaya" المخصصة لجنود المتسلقين. بعد الحرب - أستاذ مشارك بقسم الكيمياء العامة PFUR لهم. باتريس لومومبا.
- جوسافا ناتاليا (15 فبراير 1972، Zvenigorod، منطقة موسكو، اتحاد الجمهوريات الاشتراكية السوفياتية) - أصبحت ممثلة السينما السوفيتية في الثمانينيات معروفة على نطاق واسع بعد دورها في فيلم Alice Selezneva في الفيلم التلفزيوني للأطفال "The Guest from the Future"، من إخراج بول أرسينوف.
- تشاكف، ألكسندر فاسيليفتش (18 يناير 1955، موسكو - 9 نوفمبر 2010، موسكو) - شاعر روسي وكاتب وأداء أغاني.

### رياضة
- زاخاروفا نيشولونوفا (من مواليد 11 يناير 1979، موسكو) - بكرة الشعر الروسية، عضو في دورتين للألعاب الأولمبية (2002 و 2006)، بطل أوروبا في عام 2006.
- كامينسكي، يوري ميخائيلوفيتش (مواليد 6 أغسطس 1961 في إفريموف، منطقة تولا، اتحاد الجمهوريات الاشتراكية السوفياتية) - مدرب روسي للتزلج الريفي على الثلج، مدرب منتخب روسيا (2010). من أكتوبر 2011 - مدرب رئيسي لسباق التزلج الوطني الروسي.

## المؤلفات
- جامعة موسكو الحكومية التربوية (جامعة موسكو الثانية الحكومية)
- سميت الجامعة الروسية الوطنية للبحوث الطبية باسم بيروغروف
- مقالات بيغلوف عن تاريخ جامعة موسكو الحكوميّة للتقنيات الكيميائيّة الدقيقة. - موسكو: مركز النشر جامعة موسكو الحكوميّة للتقنيات الكيميائيّة الدقيقة لهم. إم في لومونوسوف، 2010. - 171 ص. -(ردمك 978-5-904742-02-7)
- أكاديمية موسكو للتكنولوجيا الكيميائية الدقيقة، جولدن بايجز جامعة موسكو الحكوميّة للتقنيات الكيميائيّة الدقيقة - موسكو: دار النشر "Provincial"، 2010. - 148 صفحة. -(ردمك 978-5-98266-067-1)